# Michail Romm
Aleksandr Iljitj Romm (ryska: Михаил Ильич Ромм), född 24 januari 1901 (enligt n.s.) i Irkutsk, död 1 november 1971 i Moskva, var en rysk filmregissör och filmlärare. 
Romm arbetade från 1931 på Mosfilm, 1940–1943 som konstnärlig ledare. 
Från 1938 började Romm föreläsa på Allryska statliga kinematografiska institutet, från 1948 var han chef för regiavdelningen där och blev professor 1962. Bland hans adepter från den tiden märks Andrej Tarkovskij, Nikita Michalkov, Tengiz Abuladze, med flera. 
Romms i Sverige mest kända film är Våldets triumf (Обыкновенный фашизм) från 1965. Filmen är en dokumentär om Tredje riket och består av klipp från tyska arkiv som erövrats av Röda armén under andra världskriget. Romm klipper ihop sekvenser från olika journalfilmer med avsikt av förlöjliga nazismen. En torr kommentarröst (Romm själv) förstärker den ofta komiska, men även skrämmande effekten. Denna film har setts av över 40 miljoner personer, vilket lär vara rekord för historiska dokumentärer. 
Hans bror var författaren och poeten Aleksandr Romm (1898–1943).

## Filmografi i urval
- 1934 – Pysjka (efter de Maupassants "Fettpärlan")
- 1937 – De tappra 13
- 1937 – Lenin i oktober
- 1939 – Lenin 1919
- 1945 – Slavinna nr 217
- 1948 – Den ryska frågan
- 1953 – Havets hjälte
- 1962 – 9 dagar av ett år
- 1966 – Våldets truimf